# Dolphin Tale
Câu chuyện cá heo là một bộ phim gia đình thuộc thể loại tự sự phát hành năm 2011 do Charles Martin Smith làm đạo diễn dựa theo kịch bản của Karen Janszen và Noam Dromi cùng cuốn sách cùng tên. Phim có sự tham gia của các diễn viên chính Nathan Gamble, Harry Connick, Jr., Ashley Judd, Kris Kristofferson và Morgan Freeman.
Cả cuốn sách và bộ phim đều lấy cảm hứng từ một câu chuyện có thật của Winter, một con cá heo mũi chai được cứu sống vào tháng 12 năm 2005 bên bờ biển Florida và được Thủy cung hải dương Clearwater nhận nuôi. Winter đã không còn đuôi sau khi bị mắc vào một cuộn dây thừng nối với một cái bẫy cua và được lắp một chiếc đuôi giả thay thế.
Vào ngày 18 tháng 6 năm 2013, hãng sản xuất cho biết đang lên kế hoạch thực hiện phần tiếp theo của bộ phim này.

## Cốt truyện
Những cảnh phim đầu tiên cho thấy một đàn cá heo đang bơi ngoài môi trường tự nhiên, theo sau chúng là một người bắt cua đang thả chiếc bẫy của mình xuống biển sau khi đã bắt xong hết cua trong đó ra.
Trong cảnh tiếp theo, Sawyer Nelson (Nathan Gamble) đang đạp xe dọc bờ biển thì gặp một ngư dân (Richard Libertini) nhờ giúp đỡ khi ông tìm thấy một chú cá heo mũi chai bị thương do mắc vào một cái bẫy cua. Hai người gọi hỗ trợ, và các nhân viên cứu hộ đến từ Bệnh viện Hải dương Clearwater do tiến sĩ Clay Haskett (Harry Connick Jr.) điều hành, đưa nó về chữa trị. Con gái của Clay là Hazel (Cozi Zuehlsdorff) đặt tên cho con cá heo là Winter (Mùa đông), sau khi hai con trước đó, Summer (Mùa xuân) và Autumn (Mùa thu), đã được chữa khỏi thành công và thả về đại dương, do đó cô bé tin rằng đặt tên cá heo theo các mùa có thể giúp chúng lành lại. Cô cho phép Sawyer được tới xem Winter. Clay ban đầu không thích việc này bởi Sawyer chưa được huấn luyện về cách chăm sóc các động vật biển, nhưng sau khi để ý thấy Winter phản ứng tốt khi có Sawyer ở bên, ông đã cho phép cậu bé tới thăm nó. Không lâu sau đó, Sawyer, vốn đã phải đi học hè vì đã trượt hoặc suýt trượt tất cả các môn học trong năm, lại bỏ lớp hàng ngày để tới thăm Winter. Mẹ của Sawyer là Lorraine (Ashley Judd) phát hiện ra chuyện này, nhưng sau khi thấy việc có Winter làm bạn đã giúp cải thiện tâm trạng của Sawyer và khiến cậu bé vui vẻ hơn, một điều bà chưa từng thấy ở cậu bé kể từ khi bố cậu bỏ hai mẹ con năm năm về trước, bà đã cho cậu bé nghỉ học hè và đồng ý cho cậu làm tình nguyện viên ở bệnh viện.
Không may, đuôi của Winter bị thương nặng và phải cắt bỏ. Winter học bơi không không có đuôi bằng cách di chuyển ngang từ bên này sang bên kia như một con cá, nhưng sau khi chụp x-quang Clay để ý thấy việc di chuyển không theo quy luật tự nhiên này đã gây áp lực lên xương sống của nó; nếu cứ tiếp tục thì chú cá heo sẽ chết. Trong khi đó, anh họ của Sawyer là Kyle (Austin Stowell), một vận động viên bơi lội đã từng giành chức vô địch, trở về từ nghĩa vụ quân sự mà không còn chân phải sau một vụ nổ. Sawyer muốn Kyle tới xem Winter và rất mong được gặp anh ở bữa tiệc chào đón anh trở về của người cô, nhưng cậu đã rất buồn khi biết tin Kyle đã bỏ bữa tiệc và muốn được ở lại Trung tâm y tế của Bộ Cựu chiến binh địa phương. Sawyer và Lorraine tới thăm Kyle, khi đó anh đang cộng tác cùng Tiến sĩ Cameron McCarthy (Morgan Freeman) ở phòng thí nghiệm các vật dụng nhân tạo. Sawyer đã rất ngạc nhiên vì Kyle tỏ ra xấu hổ khi gặp họ và thậm chí còn đuổi họ đi, và điều đó đã vô tình khiến Sawyer rất khó chịu. Kyle đưa Sawyer đi dạo và nói với cậu về cái chân của anh mình. Và Sawyer sau đó đã nhờ Tiến sĩ McCarthy làm một chiếc đuôi giả cho Winter. Ông đồng ý tham gia dự án này trong kì nghỉ sắp tới của mình, và thuyết phục rằng công ty thiết bị nhân tạo của ông (Hanger Prosthetics and Orthotics, công ty đã cung cấp chiếc đuôi giả cho Winter ngoài đời thực) chắc chắn sẽ cung cấp thiết bị miễn phí cho họ. Tiến sĩ McCarthy đã làm một chiếc đuôi mẫu "tại nhà" trong khi đợi chiếc đuôi thật được chuyển đến; tuy nhiên, Winter đã quẫy, đập mạnh chiếc đuôi vào thành bể nước và làm hỏng nó.
Một thời gian ngắn sau đó ở bệnh viện, vốn đã gặp khó khăn về tài chính, lại bị phá huỷ nghiêm trọng do cơn bão LeRoy, và do đó ban điều hành đã quyết định đóng cửa bệnh viện, bán lại mảnh đất cho một nhà đầu tư bất động sản, và tìm chỗ ở mới cho các con vật, ngoại trừ Winter, do tình trạng hiện tại của nó nên chẳng ai muốn nhận nuôi và có thể sẽ phải gây chết có chủ ý. Tuy nhiên, sau khi tình cờ gặp một người mẹ và cô con gái (cô bé cũng phải mang chân giả), hai người đã nghe nói đến câu chuyện của Winter và lái xe suốt từ Atlanta tới để xem con cá, Sawyer đã nghĩ ra một ý tưởng và cũng là cơ hội cuối cùng của họ ("Ngày cứu Winter ") để cứu nguy cho cơ sở vật chất của công ty. Clay ban đầu không tin tưởng cậu bé và không chấp nhận ý tưởng này, nhưng anh đã nghĩ lại sau khi nói chuyện với bố mình là Reed (Kris Kristofferson). Kyle đồng ý tham gia cuộc thi với Donovan Peck, quán quân bơi lội hiện tại của địa phương, người theo sau anh ở trường trung học và đã phá hầu hết các kỷ lục bơi lội trước đó của anh, đồng thời liên hệ với một người bạn gái ở hãng tin Bay News 9 để quảng cáo cho sự kiện này.
Chiếc đuôi do công ty Hanger cung cấp cuối cùng cũng đã tới; tuy nhiên, cũng như lần trước, Winter không chấp nhận nó. Sawyer phát hiện ra rằng không phải Winter tìm cách gỡ bỏ cái đuôi; mà là phần nhựa gắn cái đuôi đã kích thích da nó - cậu đã so sánh việc này với việc chiếc dây an toàn có thể làm trầy xước da người. Tiến sĩ McCarthy làm một miếng lót phụ giống như keo (mà ông gọi là "WintersGel", đây cũng là tên ngoài đời của sản phẩm mà công ty Hanger sử dụng để gắn chân/tay giả, thứ đã được phát triển trong quá trình nghiên cứu với Winter). Khi Winter được gắn chiếc đuôi giả mới này, ban đầu nó vẫn tìm cách loại bỏ nó nhưng cuối cùng đã có thể chấp nhận chất nhựa và chiếc đuôi mới này.
Vào Ngày cứu Winter, Winter được thả xuống một con sông cho sự kiện và giáo viên lớp học hè trước đó của Sawyer đã khen ngợi cậu về những gì cậu đã làm ở bệnh viện, cho phép Sawyer đỗ tất cả các lớp học hè mặc dù không tới trường. Người ngư dân phát hiện ra Winter đầu tiên đã đặt 40 USD vào hòm ủng hộ và nói rằng, "Winter và tôi là bạn cũ." Ban điều hành tưởng rằng thương vụ với nhà đầu tư bất động sản thế là đã xong; tuy nhiên nhà đầu tư đó đã đến tham gia sự kiện này cùng với các cháu của mình, đồng ý tiếp tục mở cửa bệnh viện và nói rằng ông sẽ hỗ trợ tài chính cho họ. Kyle và Donovan Peck thi đấu trên sông, và sau đó Kyle đã giành chiến thắng (với sự giúp đỡ của Winter). Sawyer sau đó đã nhảy xuống sông cùng bơi với chú cá heo của mình.
Cuối phim là những cảnh quay tư liệu về những ngày cứu chữa cho Winter ngoài đời thực; và dòng chữ nói rằng hiện giờ nó rất hạnh phúc và khoẻ mạnh. Cùng với đó đoạn phim đã chiếu một số chiếc đuôi giả mà Winter sử dụng, cùng với hình ảnh những người bị khuyết tật chân tay tới thăm Winter tại Thủy cung hải dương Clearwater.

## Sự khác biệt giữa phim và các sự việc ngoài đời thực
- Trong phim, Winter bị mắc cạn trên bờ biển gần Clearwater. Nó được một ngư dân sống gần đó đang ngồi trên bờ biển tìm thấy (và cứu sống với sự giúp đỡ của Sawyer). Ngoài đời, Winter được tìm thấy ở Đầm phá Mosquito, phía nam bãi biển New Smyrna ―thuộc vùng Bờ biển quốc gia mũi Canaveral. Người ngư dân tìm thấy nó cũng sống trong khu vực đầm phá đó. Winter ban đầu được đưa tới Trung tâm nghiên cứu hải dương địa phương trước khi được chuyển đến Clearwater, khu thủy cung nằm ở bờ bên kia bang.[6]
- Trong phim Winter đã hoặc gần như đã trưởng thành khi được cứu. Ngoài đời khi đó nó mới chỉ khoảng hai tháng tuổi.
- Trong phim đuôi của Winter bị cắt do nhiễm trùng bởi nó bị mắc vào dây thừng. Ngoài đời thực, do thiếu máu đến đuôi (do bị mắc vào dây thừng) khiến cho phần lớn đuôi bị phân huỷ tự nhiên, chỉ còn một phần nhỏ còn lại bị cắt bỏ.[7]
- Trong phim quá trình hoàn thiện chiếc đuôi cho Winter mất khoảng vài tuần do một bác sĩ ở Cơ quan cựu chiến binh thực hiện trong kỳ nghỉ của ông. Ngoài đời, quá trình phát triển một chiếc đuôi thích hợp (và gắn nó) mất khoảng vài tháng do Kevin Carroll và Dan Strzempka ở Biện viện Hanger thực hiện.[6][8]
- Trong phim Winter được tìm thấy vào mùa hè. Ngoài đời thực Winter được tìm thấy vào mùa đông
- Tên của Winter do Hazel nghĩ ra bởi hai con cá heo khác trước đây đã từng có tên là Autumn và Summer. Ngoài đời, nó được gọi là Winter bởi nó được tìm thấy vào mùa đông.
- Trong phim cơn bão Leroy đã phá huỷ bệnh viện. Trên thực tế chưa từng có cơn bão nào tên là Leroy đổ bộ vào Clearwater.

## Các diễn viên chính
- Harry Connick Jr. trong vai Tiến sĩ Clay Haskett, nhà điều hành của Thủy cung hải dương Clearwater ở Clearwater và là bố của Hazel.
- Ashley Judd trong vai Lorraine Nelson, mẹ Sawyer và là một y tá.
- Nathan Gamble trong vai Sawyer Nelson, một cậu bé 11 tuổi, người đã tìm thấy Winter và gỡ bỏ cái bẫy cua trên mình nó. Và cậu cũng là một người "mẹ" và là bạn của Winter.
- Winter trong vai chính mình, một chú cá heo bị thương buộc phải cắt bỏ phần đuôi. Mặc dù vậy, nó đã tìm cách thích nghi và bơi theo chiều ngang từ bên này sang bên kia. Nhưng điều đó lại có hại cho xương sống của Winter, do đó phải dùng đuôi giả (giúp nó có thể bơi một cách tự nhiên.)
- Kris Kristofferson trong vai Reed Haskett, bố của Clay và là ông của Hazel.
- Morgan Freeman trong vai Tiến sĩ Cameron McCarthy, một nhà thiết kế các bộ phận giả và là bác sĩ của Kyle ở Bệnh viện cựu chiến binh.
- Jim Fitzpatrick trong vai Max Connellan, bố của Kyle và là bác của Sawyer.
- Cozi Zuehlsdorff trong vai Hazel Haskett, một cô bé 11 tuổi và là con gái của Clay, cháu gái của Reed.
- Ray McKinnon trong vai ông Doyle, thầy giáo của Sawyer.
- Austin Stowell trong vai Kyle Connellan, anh họ của Sawyer.
- Michael Roark trong vai Donovan Peck, bạn của Kyle.

## Sản xuất
Dolphin Tale được quay bằng công nghệ 3D nguyên bản (bản phim gốc vốn đã ở định dạng 3D). Phim được quay chủ yếu ở hạt Pinellas, Florida với địa điểm chính xung quanh ngôi nhà của Winter, Thủy cung hải dương Clearwater. Các điểm quay phụ trong phim bao gồm: Admiral Farragut Academy, Honeymoon Island, Tarpon Springs, và đài tin tức địa phương Bay News 9.

## Phát hành
Dolphin Tale được phát hành vào ngày 23 tháng 9 năm 2011 ở khu vực Bắc Mỹ bởi Warner Bros. Pictures và Alcon Entertainment. Bộ phim được chiếu ở cả hai định dạng Real D 3D và 2D.
Phim được phát hành trên đĩa DVD và Blu-ray vào ngày 20 tháng 12 năm 2011.

## Doanh thu phòng vé
Bộ phim mở đầu ở vị trí thứ 3 với doanh thu 19,2 triệu USD sau phiên bản phát hành lại dưới định dạng 3D của phim Vua sư tử và phim Moneyball. Đến dịp cuối tuần thứ hai, bộ phim vươn lên đứng vị trí thứ nhất, chỉ suy giảm 27%, và thu về 13,9 triệu USD. Tính đến ngày 5 tháng 1 năm 2012, bộ phim đã mang về tổng cộng 72.070.473 USD ở Hoa Kỳ và Canada cùng với 17.594.373 USD toàn cầu, đưa doanh thu trên toàn thế giới của bộ phim lên mức 89.664.846 USD.

## Phản hồi
Bộ phim nhận được những đánh giá rất tích cực từ các nhà phê bình, và đã gây ngạc nhiên lớn bởi trước đó phim không được cho là sẽ hấp dẫn cho lắm. Trang tổng hợp kết quả đánh giá Rotten Tomatoes thống kê rằng 83% trong tổng số 102 nhà phê bình đã dành cho bộ phim phản hồi tích cực, với điểm số trung bình là 6,5 trên 10. Metacritic, hãng chuyên cho điểm trung bình cho các phim trên thang điểm 100 dựa trên các bài đánh giá của các nhà phê bình chính thống, đã cho bộ phim 64 điểm dựa trên 30 phản hồi. Blake Wilson, tác giả của trang blog phê bình phim Movies Taken Seriously, cho bộ phim 4 sao, nhận xét rằng "Làm ấm lòng khán giả, gây ấn tượng sâu sắc và có cách kể chuyện khéo léo, Câu chuyện cá heo là một trong số ít những bộ phim gia đình xuất sắc trên mọi bình diện ".

## Giải thưởng
| Giải thưởng             | Hạng mục                                                     | Người nhận       | Kết quả | Nguồn. |
| ----------------------- | ------------------------------------------------------------ | ---------------- | ------- | ------ |
| Giải thưởng nghệ sĩ trẻ | Diễn viên chính nhỏ tuổi xuất sắc nhất trong phim chiếu rạp  | Nathan Gamble    | Đề cử   | [ 15 ] |
| Giải thưởng nghệ sĩ trẻ | Nữ diễn viên phụ nhỏ tuổi xuất sắc nhất trong phim chiếu rạp | Cozi Zuehlsdorff | Đề cử   | [ 15 ] |

Giải thưởng sự lựa chọn của người xem lần thứ 38 - Biểu tượng phim được yêu thích (Morgan Freeman, đoạt giải).
Giải Saturn lần thứ 38 - Nam diễn viên chính xuất sắc nhất (Harry Connick Jr.), Kịch bản hay nhất (Bob Engleman) (Đề cử).

## Phần tiếp theo
Phần tiếp theo của bộ phim có tên gọi Dolphin Tale 2 sẽ được phát hành vào ngày 19 tháng 9 năm 2014. 
Ý tưởng của phần sau tập trung vào một chú cá heo con có tên là Hope (Hy vọng) cũng cư trú ở Thủy cung hải dương Clearwater, được tìm thấy sau khi bộ phim đầu tiên được sản xuất.
Hãng phim thông báo về kế hoạch cho phần sau này vào ngày 18 tháng 6 năm 2013.
Các diễn viên và nhóm sản xuất chính thức bắt đầu quay phim vào ngày 7 tháng 10 năm 2013.